# Лагерь Валленштейна
«Лагерь Валленштейна» (нем. Wallensteins Lager) — пьеса Фридриха Шиллера, первая часть исторической трилогии «Валленштейн». Была впервые поставлена на сцене в 1798 году.
Изначально, заинтересовавшись Альбрехтом фон Валленштейном, Шиллер планировал создать одну пьесу на эту тему. Однако по ходу работы количество материала росло, и Гёте предложил другу разделить пьесу на несколько. Шиллер так и поступил. «Лагерь Валленштейна», который автор считал комедией, стал прологом к основной части трилогии — драме «Пикколомини» и трагедии «Смерть Валленштейна». В нём нет какого-то отдельного конфликта, происходит только прорисовка исторического фона, на котором в дальнейшем развернётся действие. Тем не менее «Лагерь Валленштейна» считался самостоятельной пьесой. В октябре 1798 года он был поставлен отдельно на сцене Веймарского театра.